# Short Brothers
Short Brothers plc – brytyjskie przedsiębiorstwo branży lotniczej produkujące podzespoły do samolotów, od 1989 roku będące własnością Bombardier Aerospace. W przeszłości spółka była samodzielną wytwórnią lotniczą, która produkowała m.in. serię łodzi latających. Siedziba przedsiębiorstwa mieści się w Belfaście.

## Historia
Przedsiębiorstwo zostało założone w 1908 roku w londyńskim Battersea jako Short Brothers Ltd. przez trzech braci Short – Eustace'a, Oswalda i Horace'a. Już w latach 90. XIX wieku zainteresowali się oni baloniarstwem, a w 1902 roku zaczęli wytwarzać własne balony. W 1909 roku bracia Short skonstruowali swój pierwszy samolot. W 1914 roku otworzyli fabrykę w Rochesterze. W 1934 roku Short przejął producenta silników lotniczych Pobjoy, natomiast w 1936 we współpracy z Harland & Wolff powołała spółkę zależną Short & Harland Ltd. z fabryką w Belfaście. Z okresu tego pochodzą liczne łodzie latające (m.in. Empire, Shortland), choć produkowane były wówczas także konwencjonalne samoloty (m.in. bombowiec Stirling).
W 1943 roku przedsiębiorstwo Short Brothers zostało znacjonalizowane, a w 1947 roku połączone z Short & Harland, tworząc Short Bros. & Harland. Produkcja została przeniesiona do Belfastu, fabrykę w Rochesterze zamknięto w 1948 roku. W latach 50. spółka opracowała szereg prototypów, które nigdy nie weszły do produkcji seryjnej. W fabryce Short produkowano wówczas na licencji samoloty innych wytwórni. W latach 60. i 70. przedsiębiorstwo produkowało kilka modeli samolotów transportowych, rozpoczęto także produkcję rakietowych pocisków przeciwlotniczych oraz bezzałogowych aparatów latających.
W 1977 roku przywrócono dawną nazwę przedsiębiorstwa – Short Brothers Ltd., w 1984 roku przekształcono je w spółkę z ograniczoną odpowiedzialnością (Short Brothers plc), by w 1989 roku dokonać jego prywatyzacji poprzez sprzedaż Bombardierowi.

## Produkty

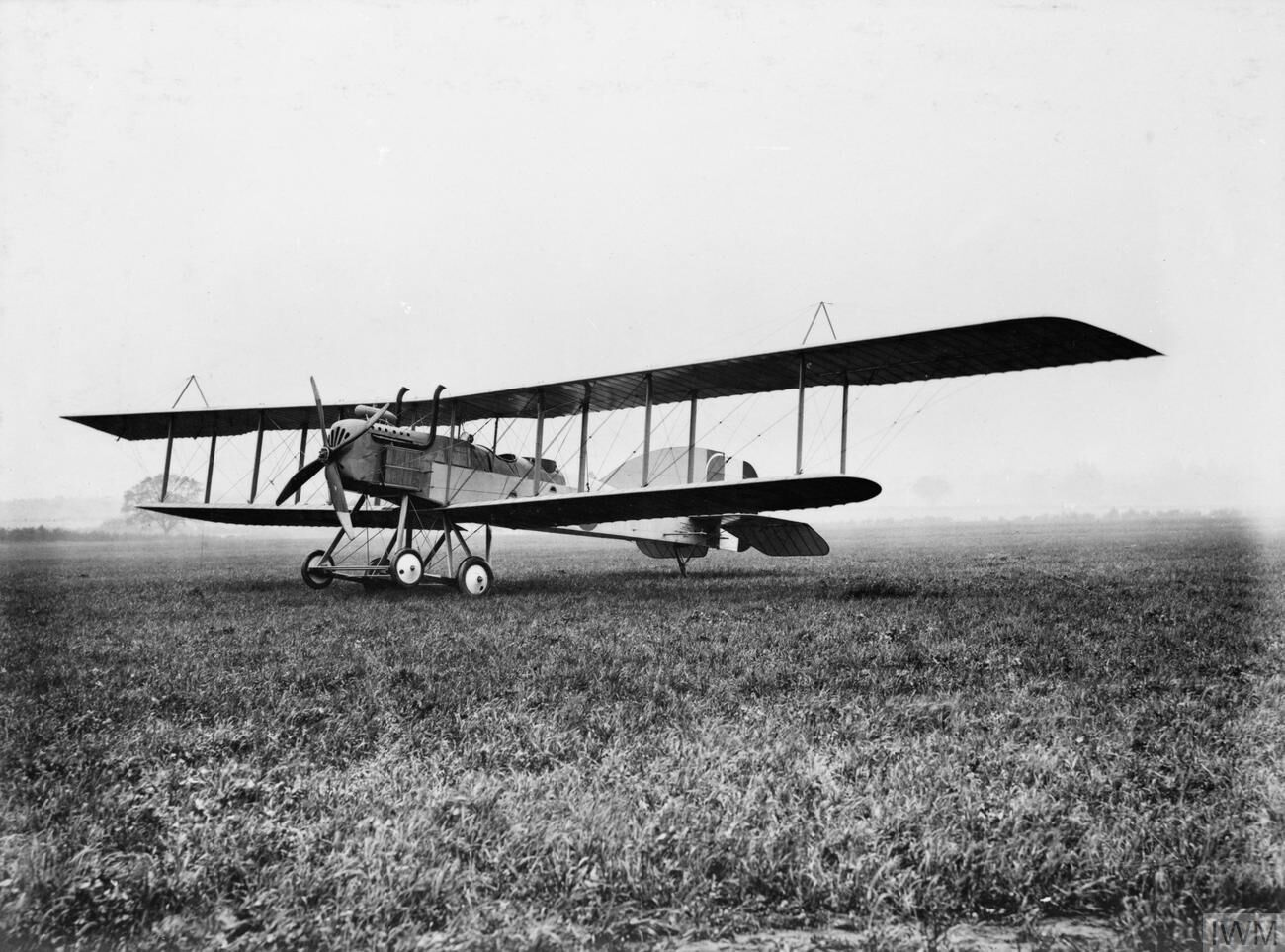
Short Bomber

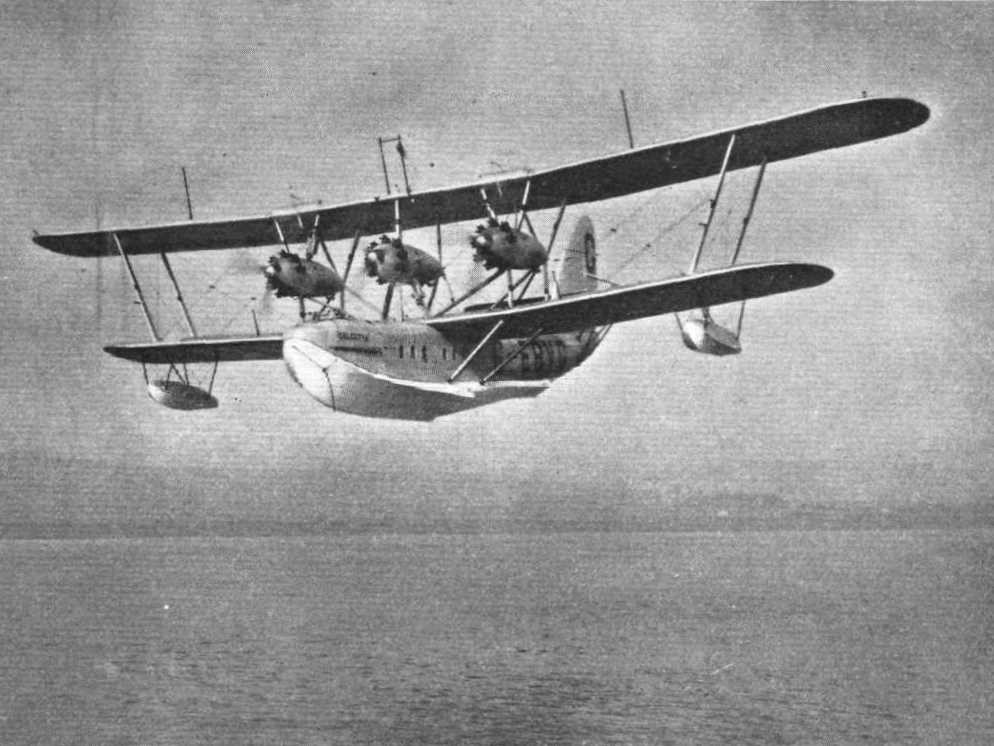
Short S.8 Calcutta

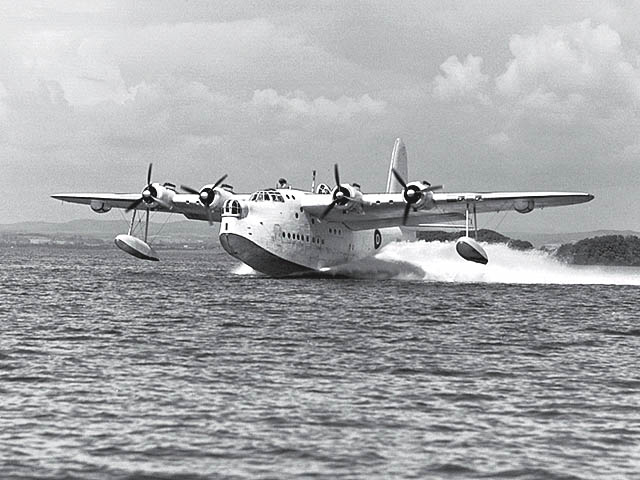
Short S.25 Sunderland

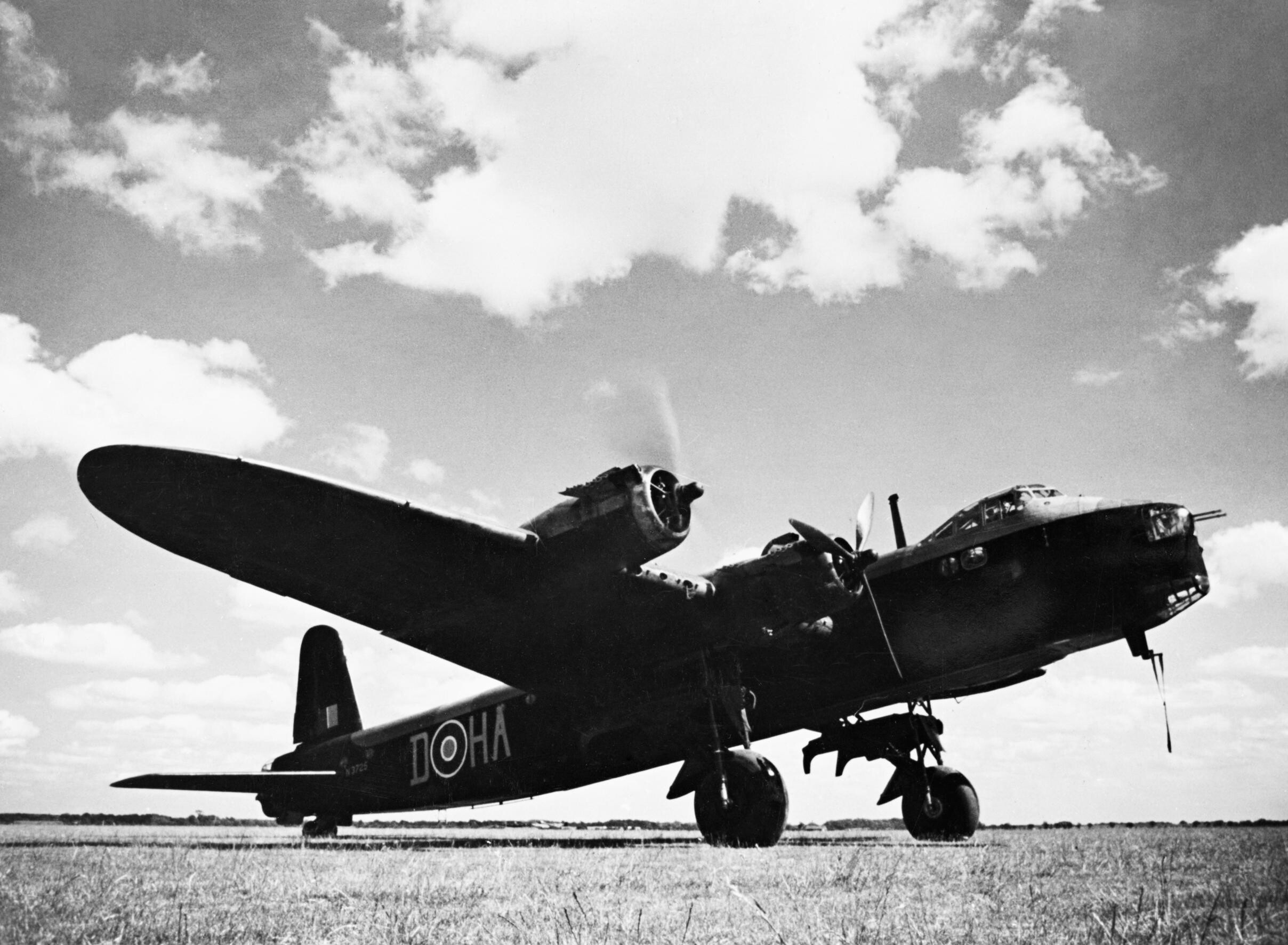
Short S.29 Stirling

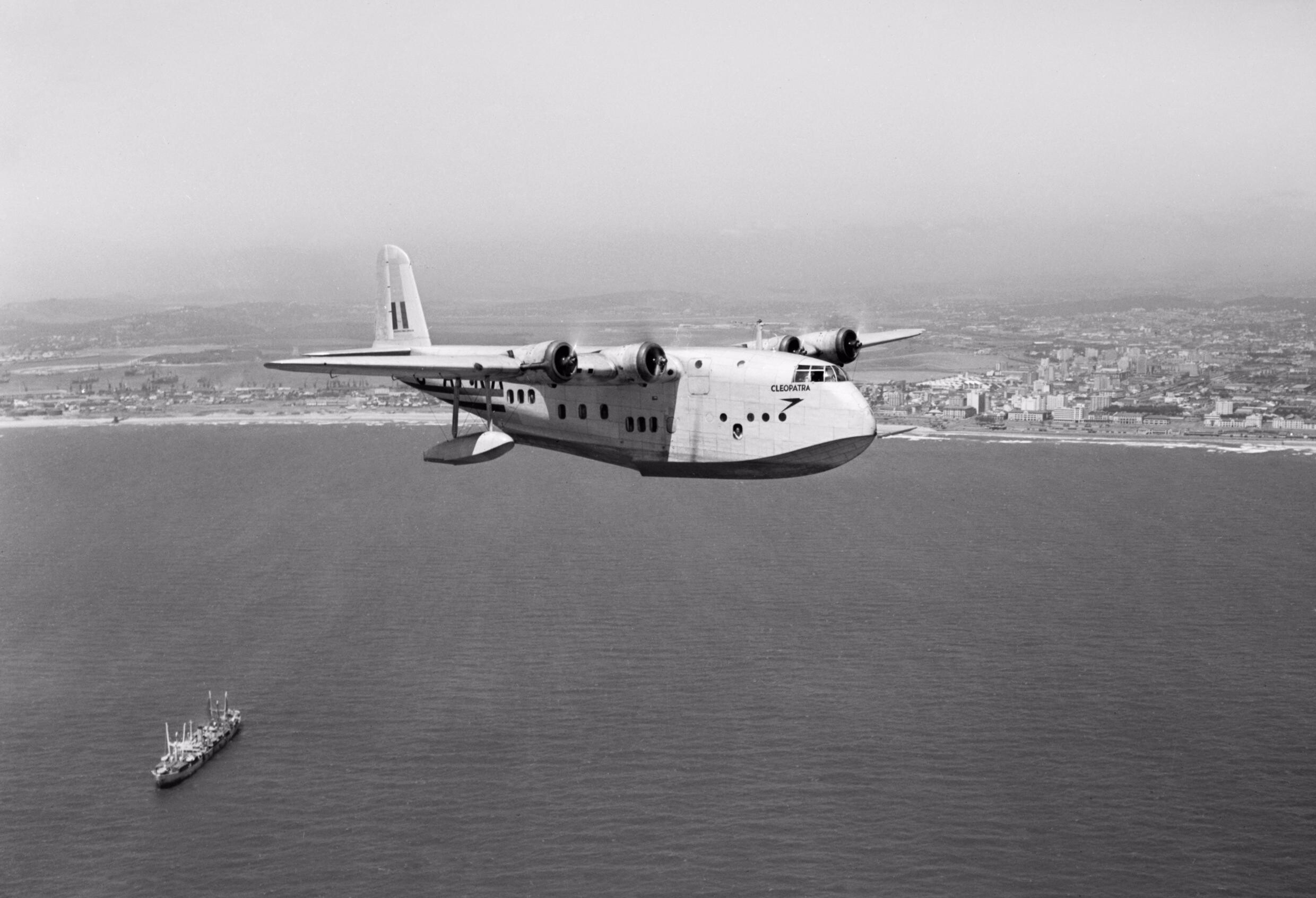
Short S.33 Empire

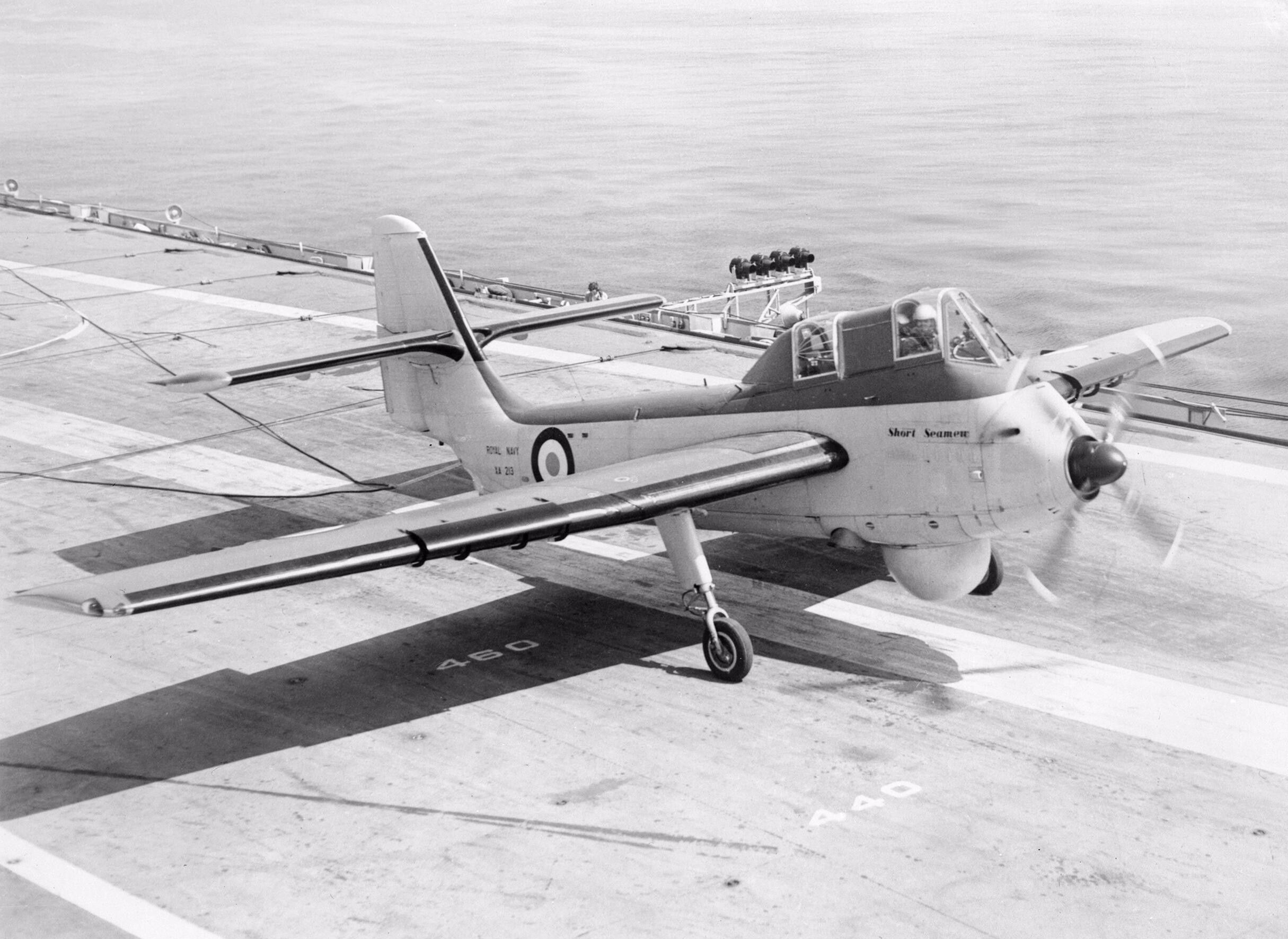
Short SB.6 Seamew

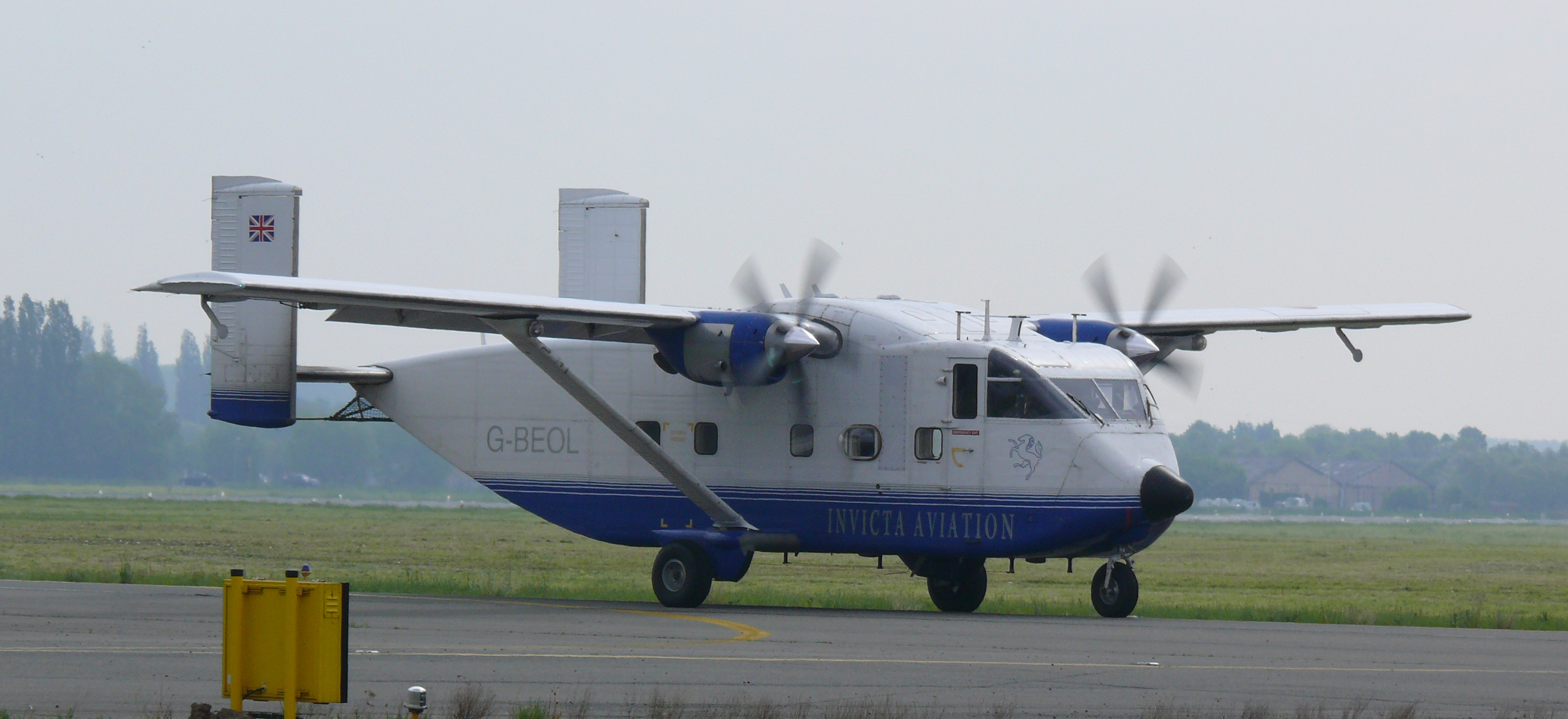
Short SC.7 Skyvan

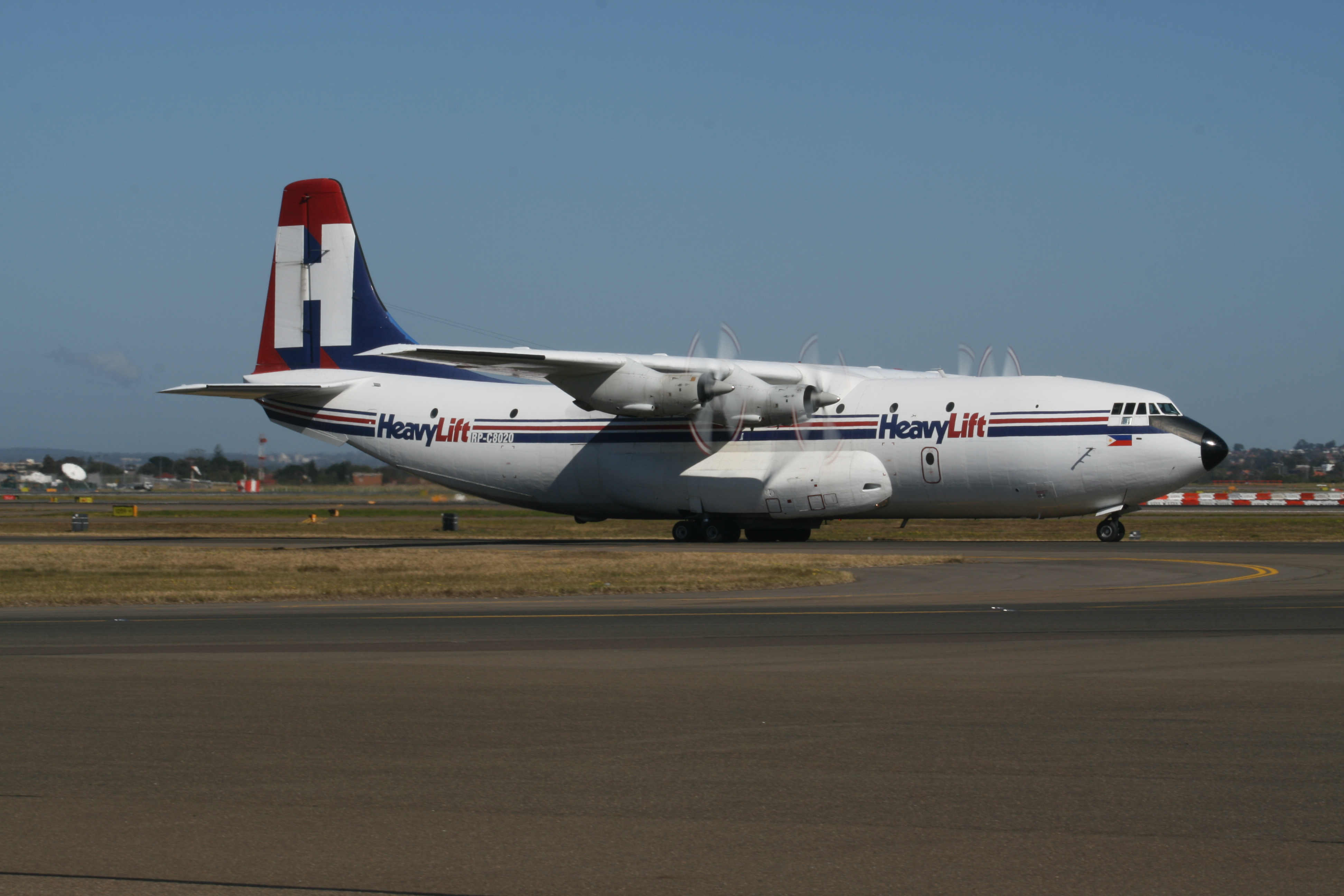
Short SC.5 Belfast

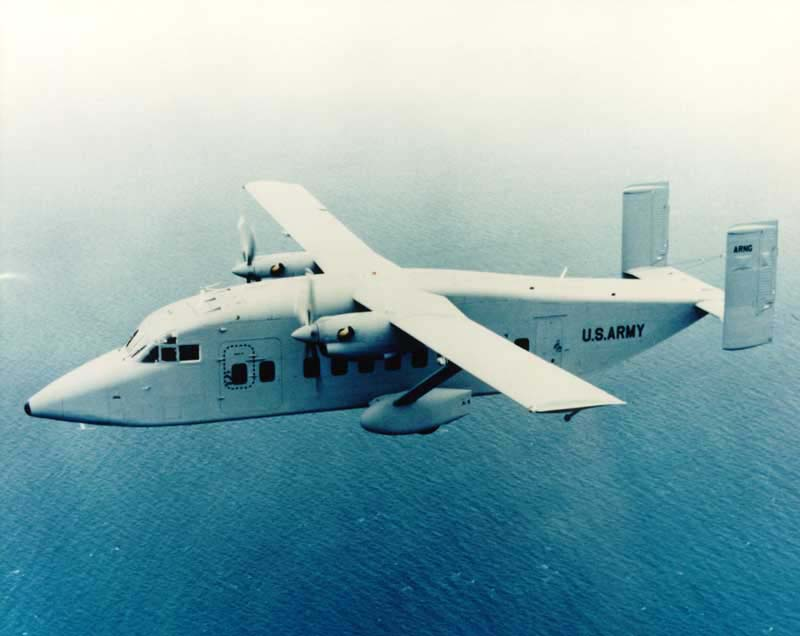
Short C-23 Sherpa

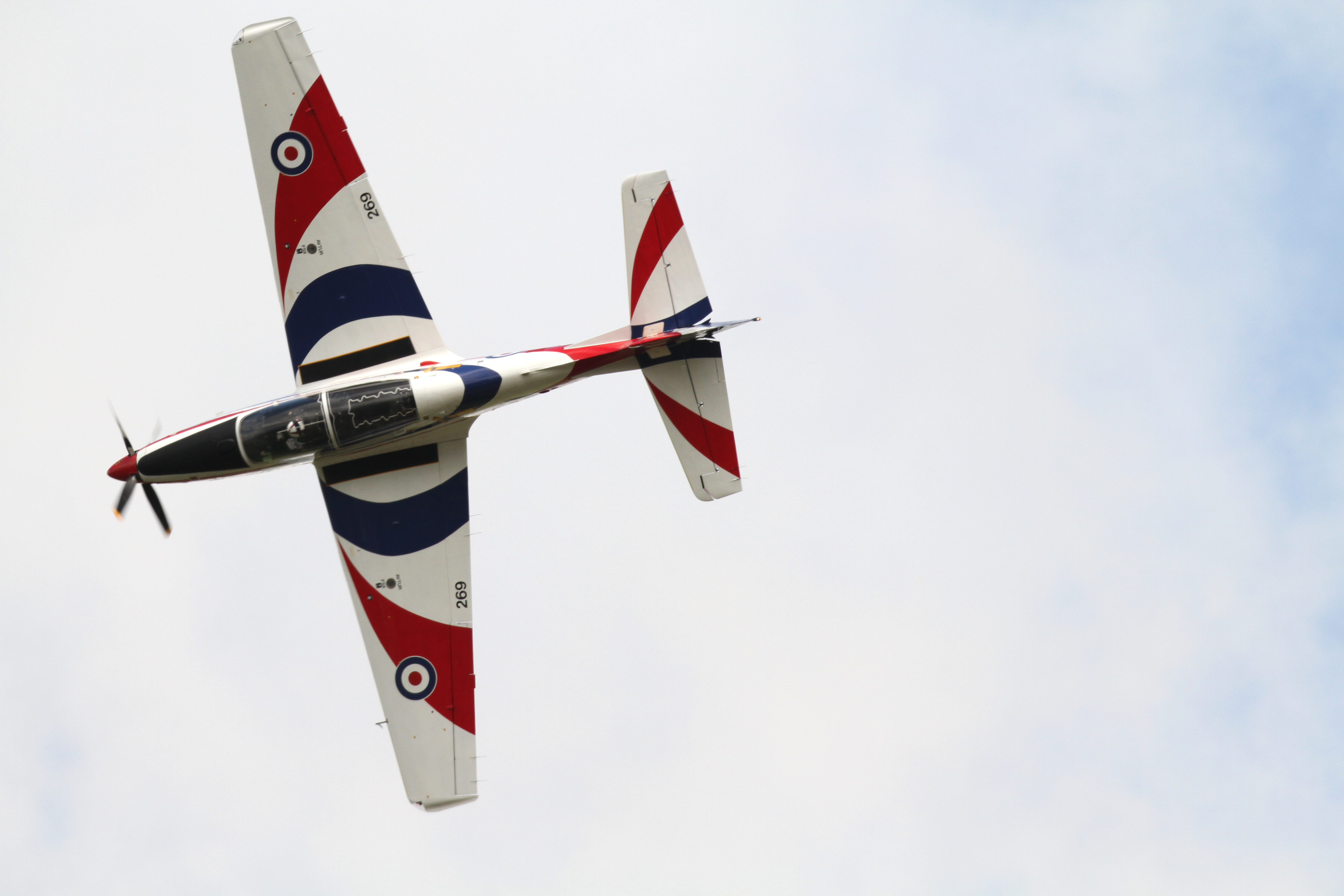
Short Tucano

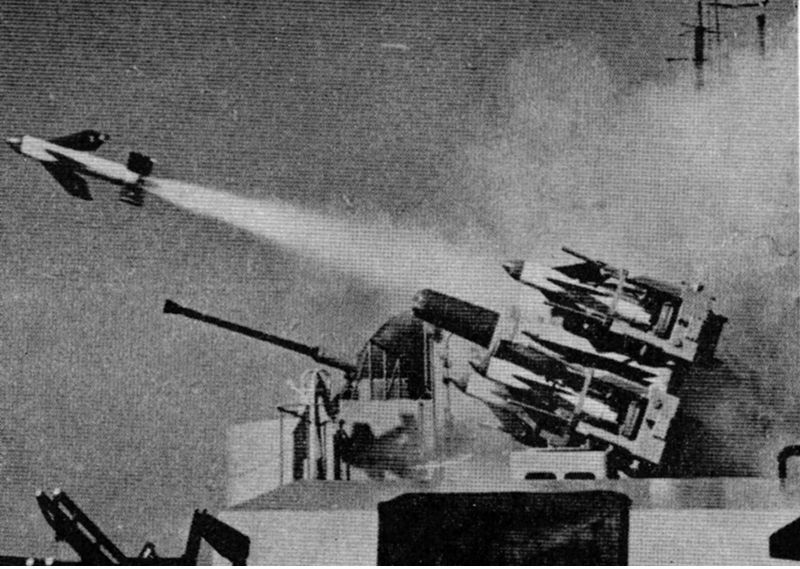
Pocisk rakietowy Sea Cat

### Samoloty

#### 1900–1909
- Short Biplane No. 1
- Short Biplane No. 2 (1909)
- Short Biplane No. 3

#### 1910–1919
- Dunne D.5 (1910)
- Dunne D.6 (1911)
- Short S.27 (1910)
- Short S.34
- Short S.36 (1912)
- Short S.38 (1912)
- Short S.39 Triple-Twin (1911)
- Short S.41 (1912)
- Short S.42
- Short S.45 (1912)
- Short S.46 (1912)
- Short S.47 Triple-Tractor (1912)
- Short Folder (1913)
- Short Type 3
- Short Type 42
- Short Type 74
- Short Type 81 (1913)
- Short S.80
- Short S.81 (1913)
- Short Type 135 (1914)
- Short Type 136 (1914)
- Short Type 166(inne języki) (1914)
- Short Type 184 (1915)
- Short Bomber (1915)
- Short Type 827 (1914)
- Short Type 830 (1914)
- Short 310 (1916)
- Short Type 320 (1916)
- Short F3 Felixstowe (1917)
- Short F5 Felixstowe (1918)
- Short N.1B Shirl (1918)
- Short N.2A (1917)
- Short N.2B (1917)
- Short Sporting Type (1919)

#### 1920–1929
- Short Silver Streak (1920)
- Short N.3 Cromarty (1921)
- Gnosspelius Gull (1923)
- Short S.1 Cockle (1924)
- Short S.3 Springbok I (1923)
- Short S.3a Springbok II (1925)
- Short S.3b Chamois (1927)
- Short S.4 Satellite (1924)
- Short S.5 Singapore I (1925)
- S.6 Sturgeon (1927)
- Short S.7 Mussel (1926)
- Short S.8 Calcutta (1928)
- Short S.10 Gurnard (1929)
- Short Crusader (1927)

#### 1930–1939
- Short S.8/8 Rangoon (1930)
- Short S.11 Valetta (1930)
- Short S.12 Singapore II (1930)
- Short S.17 Kent (1931)
- Short S.14 Sarafand (1932)
- Short-Kawanishi S.15 KF1
- Short S.16 Scion/Scion II (1933)
- Short S.18 Knuckleduster (1933)
- Short L.17 Scylla (1934)
- Short S.19 Singapore III (1934)
- Short S.20 Mercury (1937)
- Short S.21 Maia (1937)
- Short S.22 Scion Senior (1935)
- Short S.23 Empire (1936)
- Short S.25 Sunderland (1937)
- Short S.25 Sandringham
- Short S.26 G-Class (1939)
- Short S.30 Empire (1938)
- Short S.31 (1938)
- Short S.32
- Short S.29 Stirling (1939)

#### 1940–1949
- Short S.33 Empire (1940)
- Short S.35 Shetland 1 (1944)
- Short S.45 Seaford (1944)
- Short S.45 Solent (1946)
- Short S.38 (SA.1) Sturgeon (1946)
- Short S.39 (SA.2) Sturgeon
- Short Nimbus (1947)
- Short S.40 Shetland 2 (1947)
- Short SB.3 Sturgeon
- Short SA.6 Sealand (1948)

#### 1950–1959
- Short S.42 (SA.4) Sperrin (1951)
- Short SB.1 (1951)
- Short SB.5 (1952)
- Short SB.4 Sherpa (1953)
- Short SB.6 Seamew (1953)
- Short SB.7 Sealand III
- Short SC.1 (1957)

#### 1960–
- Short SC.9 Canberra (1961)
- Short SC.7 Skyvan (1963)
- Short SC.5 Belfast (1964)
- Short 330 (1974)
- Short 360 (1981)
- Short C-23 Sherpa (1985)
- Short Tucano (1986)

### Pociski rakietowe
- Blowpipe
- Javelin
- Starburst
- Starstreak
- Sea Cat
- Tigercat